# Lake Goodwin (Ort)
Lake Goodwin ist ein ehemaliger census-designated place (CDP) im Snohomish County im US-Bundesstaat Washington. Zum United States Census 2000 hatte Lake Goodwin 3.354 Einwohner. Mit dem United States Census 2010 erfolgte keine statistische Erfassung mehr. Auf Basis des Pro-Kopf-Einkommens, eines der verlässlicheren Werte für Wohlstand, rangierte Lake Goodwin an 58. Stelle unter allen 522 bewerteten Gebieten in Washington.

## Geographie
Nach dem United States Census Bureau nimmt der CDP eine Gesamtfläche von 13,6 km² ein, von denen 10,3 km² Land und der Rest (3,3 km² bzw. 24,14 %) Wasserflächen sind.

## Demographie
Nach der Volkszählung von 2000 gab es in Lake Goodwin 3.354 Einwohner, 1.236 Haushalte und 940 Familien. Die Bevölkerungsdichte betrug 324,6 pro km². Es gab 1.472 Wohneinheiten bei einer mittleren Dichte von 124,4 pro km².
Die Bevölkerung bestand zu 94,6 % aus Weißen, zu 0,48 % aus Afroamerikanern, zu 1,34 % aus Indianern, zu 0,72 % aus Asiaten, zu 0,09 % aus Pazifik-Insulanern, zu 0,86 % aus anderen „Rassen“ und zu 1,91 % aus zwei oder mehr „Rassen“. Hispanics oder Latinos „jeglicher Rasse“ bildeten 2,44 % der Bevölkerung.
Von den 1236 Haushalten beherbergten 36,6 % Kinder unter 18 Jahren, 67,2 % wurden von zusammen lebenden verheirateten Paaren, 5,7 % von alleinerziehenden Müttern geführt; 23,9 % waren Nicht-Familien. 17,6 % der Haushalte waren Singles und 4,4 % waren alleinstehende über 65-jährige Personen. Die durchschnittliche Haushaltsgröße betrug 2,71 und die durchschnittliche Familiengröße 3,1 Personen.
Der Median des Alters in der Stadt betrug 38 Jahre. 27,3 % der Einwohner waren unter 18, 6,1 % zwischen 18 und 24, 32,1 % zwischen 25 und 44, 26,6 % zwischen 45 und 64 und 7,8 65 Jahre oder älter. Auf 100 Frauen kamen 106,1 Männer, bei den über 18-Jährigen waren es 106 Männer auf 100 Frauen.
Alle Angaben zum mittleren Einkommen beziehen sich auf den Median. Das mittlere Haushaltseinkommen betrug 65.044 US$, in den Familien waren es 67.346 US$. Männer hatten ein mittleres Einkommen von 47.400 US$ gegenüber 31.597 US$ bei Frauen. Das Pro-Kopf-Einkommen betrug 27.332 US$. Etwa 0,7 % der Familien und 1,2 % der Gesamtbevölkerung lebte unterhalb der Armutsgrenze; das betraf 1,5 % der unter 18-Jährigen und keinen der über 65-Jährigen.